# Markdown
Markdown és un llenguatge de marques lleuger, originalment creat per John Gruber i Aaron Swartz que permet "escriure utilitzant un format de text pla fàcil d'escriure i de llegir i després convertir-ho en un XHTML o HTML estructuralment vàlid". El llenguatge té moltes similituds amb les convencions que ja existeixen a l'hora de formatar text pla en correus electrònics.
Markdown també és un script de Perl escrit per Gruber, Markdown.pl, que converteix text formatat a XHTML o HTML vàlid i també substitueix parèntesis angular cap a l'esquerra ('<') i les I comercials per les seves corresponents referències d'entitat de caràcter. Es pot fer servir com un script tot sol o bé com un connector de Blosxom o de Movable Type i també com un filtre de text per BBEdit.
També s'ha reimplementat Markdown com a mòdul de Perl disponible a CPAN (Text::Markdown) i a una gran varietat de llenguatges de programació. És distribueix sota una llicència de tipus BSD i s'inclou, o és disponible com a connector, en força sistemes de gestió de continguts.

## Exemples de sintaxi
Això no és un llistat exhaustiu de la syntaxi de Markdown i en molts casos hi ha diversos estils de sintaxi per realitzar el mateix efecte. Per a més informació, visiteu el manual complet de sintaxi de Markdown. Els caràcters que estiguin precedits per una barra invertida no s'interpreten i es copien literalment; per exemple, la seqüència '\*' escriuria un asterisc en comptes de començar text en cursiva. Markdown tampoc transforma text que estigui dins d'etiquetes de bloc XHTML, fent possible incloure seccions de XHTML dins d'un document Markdown només embolcallant-los amb etiquetes de blocs de XHTML.

### Capçaleres
Les capçaleres HTML es formen escrivint un conjunt de coixinets just abans del text de capçalera que correspongui al nivell de capçalera desitjant (HTML ofereix sis nivells de capçalera) de la següent manera:
```
# Capçalera de primer nivell
```

```
#### Capçalera de quart nivell
```

Els dos primers nivells de capçalera es poden escriure amb una sintaxi alternativa:
```
Capçalera de primer nivell
==
Capçalera de segon nivell
-------------------------

```

### Paràgrafs
Un paràgraf és una o més línies consecutives separades per una o més línies en blanc. Els paràgrafs regulars no s'haurien de sagnar amb espais o tabulacions:
```
Això és un paràgrafs; té dues frases.

Aquest és un altre paràgraf; també té
dues frases.
```

### Llistes
```
* Un ítem en una llista amb vinyetes (desordenada)
* un sub-ítem, sagnat amb 4 espais
* Un altre ítem en una llista amb vinyetes
```

```
1. Un ítem en una llista enumerada (ordenada)
2. Un altre ítem en una llista numerada
```

### Salt de línia
Els talls en les línies s'esborren del resultat final; el navegador web és l'encarregat de tallar les línies segons l'espai que queda. Per forçar un salt de línia cal afegir dos espais al final de la línia.

### Text amb èmfasi
```
*èmfasi* 
o
 _èmfasi_ 
(e.g., cursiva)
```

```
**èmfasi fort** 
o
 __èmfasi fort__ 
(e.g., negreta)
```

### Codi
Per incloure codi a formatar amb text monoespai es pot fer o bé envoltant la línia amb accents greus (`), com ara a:
```
Un tall de text amb `un tall de codi` a dins,
```

o bé sagnant les línies de codi com a mínim amb 4 espais, com ara:
```
 línia 1 de codi
 línia 2 de codi
 línia 3 de codi

```

Aquesta darrera opció provoca que Markdown conservi tots els espais en blanc—a diferència del comportament habitual que és esborrar tots els salts de línia de més fent que el sagnat del codi es perdés.

### Citacions
```
> "Tot aquest paràgraf està posat dins d'un element `blockquote` d'HTML.
Aquests blocs poden canviar de mida i el text s'adapta. És possible afegir
tants salts de línia com vulguis i s'analitzarà com si fos
un únic bloc."
```

El text de dalt es convertiria en el següent codi HTML:
```
<
blockquote
><
p
>
Tot aquest paràgraf està posat dins d'un element 
<
code
>
blockquote
</
code
>
 d'HTML.
 Aquests blocs poden canviar de mida i el text s'adapta. És possible afegir
 tants salts de línia com vulguis i s'analitzarà com si fos
 un únic bloc.
</
p
></
blockquote
>

```

### Enllaços
Els enllaços es poden incloure en línia:
```
[aquí va el text de l'enllaç](i.aquí.la.adreça)
Exemple [Markdown](
http://ca.wikipedia.com/wiki/Markdown
)
```

Alternativament, els enllaços es poden posar en peus de pàgina a fora del paràgraf afegint un tipus de referència en l'enllaç. Per exemple, el següent enllaç:
```
[aquí va el text de l'enllaç][referència]
```

generaria un enllaç si el següent text estigués sota el paràgraf al final del document:
```
[referència]: aquí.posa.adreça "el títol de l'enllaç"
```

### Línies horitzontals
Les línies horitzontals es creen escrivint tres o més guions, asteriscs o subratllats en una línia ells tots sols. Pot haver-hi espais entremig dels guions, asteriscs o subratllats. Cada una de les línies següents genera una línia horitzontal:
```
* * *
***
*****
- - -
---------------------------------------
```

## Editors
Tot i que Markdown és un llenguatge de marques minimalista i es pot llegir i escriure fàcilment en un editor de text normal també existeixen editors especialitzats que mostren una previsualització de com es veurien els documents en un navegador. D'editors així n'hi ha diversos i per a totes les plataformes més importants, incloses les mòbils.

## Implementacions
Donada la gran populatitat de Markdown han sorgit una gran quantitat d'implementacions d'aquest utilitzant diferents plataformes i llenguatges. Moltes d'aquestes implementacions es poden trobar a GitHub o altres llocs d'allotjament de codi i algunes d'elles es fan servir en llocs coneguts com ara Wordpress, Bitbucket i GitHub entre d'altres.